# Beatrice d'Aviz (contessa di Arundel)
Beatrice d'Aviz (Beatriz in spagnolo, in asturiano, in aragonese, in portoghese, in galiziano, in basco e in tedesco, Beatriu in  catalano, Beatrix in fiammingo, Béatrice in francese e Beatrice in inglese; Veiros, 1386 – Bordeaux, 23 ottobre 1447) è stata una nobile della casa reale portoghese che fu prima contessa consorte di Arundel e poi contessa consorte di Huntingdon e forse anche Baronessa consorte di Talbot of Blakemere.

## Origine[1][2][3][4][5]
Era la terza figlia illegittima del re del Portogallo e dell'Algarve, Giovanni I il Buono e della sua amante, Inês Pires, figlia di Pero Esteves, un calzolaio ebreo di origine castigliana, e Maria Anes.

## Biografia
Molto probabilmente Beatrice venne legittimata dal padre (forse assieme al fratello, Alfonso, nel 1401).
Venne data in moglie al conte di Arundel, Thomas FitzAlan, l'unico figlio di Richard FitzAlan, conte di Arundel, ed Elizabeth de Bohun che aveva raggiunto l'età adulta.
Il matrimonio fu celebrato per procura a Lambeth (oggi nella Grande Londra), il 26 novembre 1405 e poi celebrato di persona, a Londra nell'aprile del 1411. L'unione aveva come obiettivo di rendere ancora più salda l'alleanza tra Inghilterra e Portogallo, già sancita dal matrimonio tra Filippa di Lancaster, sorella del re Enrico IV d'Inghilterra, ed il padre di Beatrice, il re Giovanni I del Portogallo.
Beatrice rimase vedova il 13 ottobre 1415, senza aver dato eredi al marito.
L'anno dopo, nel 1416, secondo alcune fonti, Beatrice si sposò in seconde nozze con Sir Gilbert Talbot (+1419), divenendo Baronessa consorte di Talbot of Blakemere..
Beatrice, nel 1421, fu naturalizzata inglese per poter risolvere una controversia circa la sua dote.
Nel 1433 (la licenza di matrimonio è datata 20 gennaio 1433), si risposò con il conte di Huntingdon, John Holland, II duca di Exeter, il secondo figlio di John Holland, I duca di Exeter, e di Elisabetta di Lancaster, figlia di Giovanni Plantageneto. Il marito di Beatrice era quindi nipote del re, Enrico IV d'Inghilterra e cugino del precedente re, detronizzato, Riccardo II d'Inghilterra e del nuovo re, Enrico V d'Inghilterra . Dopo la morte di Beatrice, John Holland, nel gennaio del 1444, divenne duca di Exeter.
Beatrice morì di peste nera.

## Figli[2][7][8]
Beatrice non diede figli né a Thomas né a John, mentre pare abbia dato una figlia a Gilbert Talbot:
- Ankaret Talbot (1416-1421)

## Ascendenza
|                           |   |                       | Genitori               |  |  | Nonni |  |  | Bisnonni                  |  |  | Trisnonni              |  |
|                           |   |                       |                        |  |  |       |  |  | Alfonso IV del Portogallo |  |  | Dionigi del Portogallo |  |
|                           |   |                       |                        |  |  |       |  |  | Alfonso IV del Portogallo |  |  | Dionigi del Portogallo |  |
|                           |   | Isabella d'Aragona    |                        |  |  |       |  |  | Alfonso IV del Portogallo |  |  |                        |  |
| Pietro I del Portogallo   |   |                       |                        |  |  |       |  |  | Alfonso IV del Portogallo |  |  |                        |  |
|                           |   | Beatrice di Castiglia | Sancho IV di Castiglia |  |  |       |  |  |                           |  |  |                        |  |
|                           |   | Beatrice di Castiglia | Sancho IV di Castiglia |  |  |       |  |  |                           |  |  |                        |  |
|                           |   | Beatrice di Castiglia | Maria di Molina        |  |  |       |  |  |                           |  |  |                        |  |
| Giovanni I del Portogallo |   | Beatrice di Castiglia |                        |  |  |       |  |  |                           |  |  |                        |  |
|                           |   | Lourenço Martins      | …                      |  |  |       |  |  |                           |  |  |                        |  |
|                           |   | Lourenço Martins      | …                      |  |  |       |  |  |                           |  |  |                        |  |
|                           |   | Lourenço Martins      | …                      |  |  |       |  |  |                           |  |  |                        |  |
| Teresa Lourenço           |   | Lourenço Martins      |                        |  |  |       |  |  |                           |  |  |                        |  |
|                           |   | Sancha Martins        | …                      |  |  |       |  |  |                           |  |  |                        |  |
|                           |   | Sancha Martins        | …                      |  |  |       |  |  |                           |  |  |                        |  |
|                           |   | Sancha Martins        | …                      |  |  |       |  |  |                           |  |  |                        |  |
| Beatrice d'Aviz           |   | Sancha Martins        |                        |  |  |       |  |  |                           |  |  |                        |  |
|                           | … | …                     |                        |  |  |       |  |  |                           |  |  |                        |  |
|                           | … | …                     |                        |  |  |       |  |  |                           |  |  |                        |  |
|                           | … | …                     |                        |  |  |       |  |  |                           |  |  |                        |  |
| Pero Esteves              | … |                       |                        |  |  |       |  |  |                           |  |  |                        |  |
|                           |   | …                     | …                      |  |  |       |  |  |                           |  |  |                        |  |
|                           |   | …                     | …                      |  |  |       |  |  |                           |  |  |                        |  |
|                           |   | …                     | …                      |  |  |       |  |  |                           |  |  |                        |  |
| Inês Pires                |   | …                     |                        |  |  |       |  |  |                           |  |  |                        |  |
|                           |   | …                     | …                      |  |  |       |  |  |                           |  |  |                        |  |
|                           |   | …                     | …                      |  |  |       |  |  |                           |  |  |                        |  |
|                           |   | …                     | …                      |  |  |       |  |  |                           |  |  |                        |  |
| Maria Anes                |   | …                     |                        |  |  |       |  |  |                           |  |  |                        |  |
|                           |   | …                     | …                      |  |  |       |  |  |                           |  |  |                        |  |
|                           |   | …                     | …                      |  |  |       |  |  |                           |  |  |                        |  |
|                           |   | …                     | …                      |  |  |       |  |  |                           |  |  |                        |  |
|                           |   | …                     |                        |  |  |       |  |  |                           |  |  |                        |  |